# Копенгагенська бізнес-школа
Копенгагенська бізнес-школа (дан. Handelshøjskolen i København) — державний заклад вищої освіти Данії, заснований у Копенгагені 1917 року.

## Історія
CBS була заснована як приватна установа у 1917 році Данським товариством сприяння розвитку бізнес-освіти. У 1965 році бізнес-школа стала частиною національної системи освіти. Сьогодні її діяльність регулюється Законом про університети Данії від 2003 року.

## Структура програми
CBS пропонує широкий спектр освітніх програм в галузі економіки та бізнес-адміністрування. Інші програми поєднують бізнес-дослідження з соціальними та гуманітарними науками, пропонуючи навчання в галузі ІТ, філософії, політики, мови, соціології, комунікації тощо.
Вибір програм денної форми навчання відповідає трьом рівням:
- 3-річний бакалаврат
- 2-річна магістратура
- 3-річна аспірантура

CBS також пропонує програми з частковою та повною зайнятістю в рамках неперервної освіти.

## Корпуси
Бізнес-школа розташована у чотирьох будівлях у Фредеріксберзі, недалеко від центру Копенгагена. Головний комплекс був відкритий у 2000 році та включає 34 000 м2 студентських та офісних приміщень в оточенні садів та відкритих просторів. Спроєктований бюро Vilhelm Lauritzer Architects, комплекс складається зі з'єднаних між собою бетонних, скляних та облицьованих плиткою будівель різної висоти, в яких розміщені студентські аудиторії, офісні приміщення для викладачів, кафетерій, головна бібліотека, студентський бар і книжковий магазин кампусу.
Корпус Dalgas Have, відкритий у 1989 році за проектом Henning Larsen Architects, є найстарішою будівлею закладу. Ця будівля, що належить Данському пенсійному фонду для інженерів і орендується CBS, включає 20 000 м2 студентських аудиторій, навчальних приміщень та офісів, розподілених навколо триповерхової аркади довжиною 175 м. В середині аркади знаходиться двоповерховий напівкруглий кафетерій під напівкруглою бібліотекою.
Корпус Kilen (Клин) був відкритий у 2006 році і включає в себе 10 000 м2 студентських аудиторій, навчальних приміщень, офісів для досліджень та адміністрації. Ця чотириповерхова будівля у формі клину, спроектована Lundgaard & Tranberg Architects, має великий атріум овальної форми, який збільшує висоту будівлі. Ззовні будівля вкрита повноповерховими екранами з дерева, матового скла та міді, які обертаються у відповідь на сонце та погоду. Kilen є лауреатом численних нагород в галузі архітектури та дизайну, зокрема, європейської премії RIBA у 2006 році.

## Відомі випускники
- Сьорен Скоу[en] — головний виконавчий директор компанії Maersk (2012—2022).
- Йонас Дайхманн — німецький шукач пригод і спортсмен-екстремал.
- Ліза Кінго[en] — колишня виконавча директорка Глобального договору ООН.
- Фріц Шур[en] — колишній голова Ørsted[en].
- Девід Хайнемайєр Ханссон[en] — творець Ruby on Rails.
- Каспер Рьорстед[en] — головний виконавчий директор компанії Adidas (2016—2022).
- Якоб Шрам[en] — головний виконавчий директор компанії Norwegian Air Shuttle (2020—2021).
- Йенс-Отто Палудан[en] — головний виконавчий директор компанії Universal Music в Данії (1994—2007).

Серед видатних випускників також знаходяться Тар'я Кронберґ, Якоб Еллеман-Єнсен, Шармі Альбрехтсен, Лене Борглум, Міхаель Брокенхус-Шак, Сулайма Гурамі, а також декілька інших підприємців та данських політиків. У бізнес-школі викладає Ніколай Фосс, спеціаліст в області теорії організацій.